# Enric Navarro i Borràs
Enric Navarro i Borràs (València, 1891 - València, 1943) va ser un escriptor valencià.
Va escriure poesia, novel·la i teatre. Dirigí durant la seua primera època la revista Taula de lletres valencianes i també va dirigir durant un temps la revista La República de les Lletres. Gran part seua obra poètica va aparèixer al recull El vol en arc (1935). Es va alinear amb Maximilià Thous Llorens i Carles Salvador en la disputa estètica entre els avantguardistes i els tradicionalistes valencians, front a Eduard Martínez Ferrando, Miquel Duran de València i el germà d'aquest, Enric Duran i Tortajada.
Va ser premiat als Jocs Florals de Lo Rat Penat els anys 1917, 1922 i 1935. Va ser un dels signataris de les Normes de Castelló de 1932. Va formar part, junt amb Bernat Artola, Ricard Blasco, Adolf Pizcueta i Carles Salvador en la delegació del País Valencià al II Congrés Internacional d'Escriptors per a la Defensa de la Cultura, celebrat a València l'any 1937.
Segons Joan Fuster, en la seua poesia «Enric Navarro i Borràs lloa i exalça la creixença ciutadana de València, la brillantor dels carrers frívols, l'embriaguesa de la velocitat».

## Obres
Llista no exhaustiva

### Narrativa
- 1914 La casa de roín pastor, novel·la
- 1915 El preu de la ventura, novel·la
- 1920 De l'abisme al cim, novel·la
- 1920 Ni llar, ni amor, ni glòria, novel·la en vers
- 1930 Les desventures d'Abel, novel·la

### Teatre
- La mala senda
- La veu de l'amor
- La ratlla negra

### Poesia
- 1920 El caminant enamorat
- 1921 Fulles d'un llibre. De València (poema presentat als Jocs Florals de Barcelona)[3]

- 1935 El vol en arc